# 고스가 후유카
코스가 후유카(小数賀芙由香, 1997년 11월 19일 ~ )는 일본의 여성 아이돌 그룹 전 스마이레지의 서브멤버이자, 헬로! 프로젝트의 하로프로연수생의 전 멤버. 연예사무소 업프런트 프로모션 소속.

## 약력
2011년
- 8월 14일, 스마이레지 멤버 모집에 합격해, 스마이레지의 서브멤버가 되었다[1].
- 9월 9일, 「중증의 빈혈 상태」로 인해 스마이레지의 서브멤버에서 이탈하는 것을 공식 사이트에서 발표되었다[2].

2012년
- 3월 31일, 니혼바시 홀에서 행해진「하로프로연수생 2012 발표회 ~3월의 생 계란 Show!~」에서 하로프로연수생으로서 활동하였다[3].

2014년
- 5월 4일, 나카노 선플라자에서 행해진「하로프로연수생 발표회 2014 ~봄의 공개 실력 진단 테스트~」서 하로프로연수생으로서 활동을 종료한 것이 발표되었다.

2017년
- 미스 시츠센 콘테스트 2017에 엔트리 후보에 참가[4].

## 참가 유닛
- 스마이레지 (2011년)
- 셔플 유닛
  - 헬로! 프로젝트 모베키마스 (2011년) ※PV만 참가